# 早志勇紀
早志 勇紀（はやし ゆうき、5月4日 - ）は、日本の男性声優。東京都出身。LAL所属。

## 人物
オフィスPACを経て、現在はLALに所属している。
趣味はアーチェリー、海釣り、サバイバルゲーム。特技は二輪サーキット走行、FPSゲーム。
資格は大型自動二輪免許、普通自動車第一種免許。

## 出演
太字はメインキャラクター。

### テレビアニメ
2008年
- イナズマイレブン（地木流灰人）
- 機動戦士ガンダム00 セカンドシーズン（エディ・ミヤサカ、カタロン幹部、カタロンクルー、ケニー 他）
- 鉄のラインバレル（パイロット）
- 屍姫 赫（七星・湖惑、ヤクザ、男B、若者、僧）

2009年
- 鋼の錬金術師 FULLMETAL ALCHEMIST（2009年 - 2010年、デニー・ブロッシュ、佐官、研究員、中央軍兵士、フリア、若者 他）

2010年
- アイアンマン（自衛官A、記者、SP、オペレーター、パイロット、事務官、駐車場の男、自衛官）
- スティッチ! 〜いたずらエイリアンの大冒険〜（グッドマン）
- たまごっち!（2010年 - 2014年、コーンスターっち、イケメンっち、クルー、老人っち、おととっち、MCパペっち、カラスっち、悪たまごっち、ろうどっち、ロボスキーっち、コームボウイ先生、シェフいちろうっち、ぽりばけっち 他） - 4シリーズ
- ちゅーぶら!!（教頭）
- RAINBOW-二舎六房の七人-（野本達夫、警官、看守、一分屋の客、五十嵐の仲間、場内アナ）

2011年
- THE IDOLM@STER（カメラマン、青年団1、男子B、ディレクターA、店員 他）
- UN-GO（古本屋店主）
- イナズマイレブンGO（2011年 - 2013年、安藤恒之、御門春馬、千宮路大和 他） - 3シリーズ
- ウルヴァリン（組員、信玄の部下、科学者、マドリプールの住人、スクラップ工場の男、黒萩の部下、コウの部下）
- SKET DANCE（店長）
- ダンボール戦機（2011年 - 2012年、郷田ハンゾウ、青年、赤の部隊・隊員、整備員、パイロット） - 2シリーズ
- NO.6（男性教師、治安局員A）
- ブレイド（操縦士）
- マクロストライアングルフロンティア（ルイス・フェルナンド）
- ルパン三世 血の刻印 〜永遠のMermaid〜（警官A）

2012年
- 蒼い世界の中心で（斥候兵）
- アクエリオンEVOL（部下）
- クイーンズブレイド リベリオン（客）
- 黒子のバスケ（春日隆平）
- 好きっていいなよ。（男子生徒）
- 探偵オペラ ミルキィホームズ Alternative TWO 〜小林オペラと虚空の大鴉〜（レポーター）
- トータル・イクリプス（イーダル2、機長、ゼレノフ）
- To LOVEる -とらぶる- ダークネス（担任〈小川〉）
- 爆TECH!爆丸（ミスター・ダウン）
- ポケットモンスター ベストウイッシュ シーズン2（バージルのブースター）
- LUPIN the Third -峰不二子という女-（手下）

2013年
- 有頂天家族（親衛隊B）
- AKB0048 next stage（アナウンス、アナウンサー）
- 俺の彼女と幼なじみが修羅場すぎる（男子生徒D）
- 琴浦さん（高校の担任、係員）
- THE UNLIMITED 兵部京介（マフィア、男性アナウンサー）
- 翠星のガルガンティア（ジョー）
- ストライク・ザ・ブラッド（槇村洋介、ロウ・キリシマ）
- D.C.III 〜ダ・カーポIII〜
- ビーストサーガ（チタンバートン）
- みなみけ ただいま
- 遊☆戯☆王ZEXAL II（フードの男 他）
- リトルバスターズ!（男子生徒A）

2014年
- SHIROBAKO（立石孝一）
- 遊☆戯☆王ARC-V（2014年 - 2015年、中島、梅杉剣、オベリスク・フォース）
- 龍ヶ嬢七々々の埋蔵金（徒然影虎）

2016年
- 機動戦士ガンダムUC RE:0096（セルジ）
- カードファイト!! ヴァンガードG NEXT（ボス）
- かみさまみならい ヒミツのここたま （大波ショウヤ）
- 甲鉄城のカバネリ（巌）
- DAYS（吉田）
- ベイブレードバースト（2016年 - 2018年、茶掛豪、ヒクソン・クレイ、オウ・ホウイ、ベニ丸） - 3シリーズ

2017年
- 進撃の巨人（ラシャド）

2018年
- グラゼニ（瀬川） - 2シリーズ
- ゾイドワイルド（2018年 - 2019年、研究員、カレル）

2019年
- ゾイドワイルド ZERO（2019年 - 2020年、医師、マリアの父、科学者）

2020年
- GO!GO!アトム

### 劇場アニメ
2008年
- 映画! たまごっち うちゅーいちハッピーな物語!?（たまごっち星）

2009年
- 劇場版 マクロスF 虚空歌姫〜イツワリノウタヒメ〜（コンビニ店員 他）

2010年
- 劇場版 機動戦士ガンダム00 -A wakening of the Trailblazer-
- 蒼穹のファフナー HEAVEN AND EARTH（部隊員）

2011年
- キズナ一撃（アナウンサー）
- とある飛空士への追憶（整備兵）
- 鋼の錬金術師 嘆きの丘の聖なる星（狼キメラ2）
- 劇場版ポケットモンスター ベストウイッシュ ビクティニと黒き英雄 ゼクロム・白き英雄 レシラム（シキジカ）
- 劇場版 マクロスF 恋離飛翼〜サヨナラノツバサ〜

2012年
- 劇場版 TIGER & BUNNY -The Beginning-（犯人B）
- BUTA（使用人）
- マジック・ツリーハウス（海賊）

2013年
- 言の葉の庭（森山）

2021年
- 僕のヒーローアカデミア THE MOVIE ワールド ヒーローズ ミッション（ロゴン）

### OVA
- To LOVEる -とらぶる- OVA（2009年 - 2010年、男子生徒、男性）
- 機動戦士ガンダムUC（2010年、セルジ）
- 鋼の錬金術師 FULLMETAL ALCHEMIST DVD 第9巻 映像特典『師匠物語』 / 『師匠初恋物語』（2010年、山岳兵B）

### Webアニメ
- ベイウォーリアーズ サイボーグ（2015年、デューイ、ケリム、キャラバンの男B、子供B 他）
- ベイブレードバースト ガチ（2019年 - 2020年、虹龍カイオ、ディアボロス）
- ベイブレードバースト スパーキング（2020年 - 2021年、朝日昇、ヘリオス）

### ゲーム
2009年
- 鋼の錬金術師 FULLMETAL ALCHEMIST 黄昏の少女（デニー・ブロッシュ）
- マクロスアルティメットフロンティア（ルイス・フェルナンド）

2010年
- 鋼の錬金術師 FULLMETAL ALCHEMIST 約束の日へ
- アガレスト戦記2（ジュード）

2011年
- イナズマイレブンGO（2011年 - 2013年、千宮路大和、御門春馬） - 6作品
- ポケパーク2 〜Beyond the World〜
- ダンボール戦機（郷田ハンゾウ）

2012年
- イナズマイレブンGO ストライカーズ2013（千宮路大和、御門春馬）
- ダンボール戦機W（郷田ハンゾウ）

2013年
- ダンボール戦機ウォーズ（郷田ハンゾウ）
- 地球防衛軍4（主人公〈ストーム〉）
- マブラヴ オルタネイティヴ トータル・イクリプス（スタニスラフ・ニコラエヴィッチ・ゼレノフ曹長）

2014年
- コアマスターズ（ソウデロア）

2015年
- PSYCHO-PASS サイコパス 選択なき幸福
- 地球防衛軍4.1 ザ・シャドウ・オブ・ニュー・ディスペアー（主人公〈ストーム〉）

2017年
- ベイブレードバースト ゴッド（ヒクソン・クレイ）

2018年
- ベイブレードバースト バトルゼロ（オウ・ホウイ）

2022年
- タクティクスオウガ リボーン（カムラット）

2023年
- グランブルーファンタジー（ノーマン）

2024年
- グランブルーファンタジー リリンク

### ドラマCD
- 孔明のヨメ。（従者[9]）
- ダンボール戦機W 戦士たちの休息（郷田ハンゾウ）
- マクロスF ドラマCD 娘ドラ◎ ドラ1（演出責任の生徒）

### 吹き替え
デイヴ・フランコ
- 21ジャンプストリート（エリック）
  - 22ジャンプストリート

- デイ・シフト（セス）

#### 映画
- アイ・オリジンズ（イアン〈マイケル・ピット〉）
- アンダーワールドシリーズ（デビッド〈テオ・ジェームズ〉）
  - アンダーワールド 覚醒
  - アンダーワールド ブラッド・ウォーズ
- ウエスト・サイド・ストーリー（バルカン〈カイル・アレン〉[10]）
- キャプテン・アメリカ/ザ・ファースト・アベンジャー
- シャーペイのファビュラス・アドベンチャー（ペイトン）
- スターシップ・トゥルーパーズ3
- ツーリスト
- トランスフォーマー/ロストエイジ（シェーン・ダイソン〈ジャック・レイナー〉）

#### ドラマ
- アガサ・クリスティー ABC殺人事件（アレキサンダー・ボナパルト・カスト〈エイモン・ファレン〉[11]）
- ER XIV 緊急救命室 #8（リック〈ジョシュ・ワイズ〉）
- エアベンダー（ズーコ王子）
- エージェント・マロリー（スコット〈マイケル・アンガラノ〉）
- THE KILLING/キリング（クリストファー・カンパ）
- ギルモア・ガールズ（ローガン）
- クリミナル・マインド FBI行動分析課
- クリミナル・マインド 特命捜査班レッドセル
- ゴースト 〜天国からのささやき（ガブリエル）
- サバヨミ大作戦!（ジョシュ〈ニコ・トルトレッラ〉[12]）
- ザ ・ポリティシャン（リヴァー・バークリー〈デヴィッド・コレンスウェット〉[13]）
- CSI:ニューヨーク6
- シークレット・サークル
- ダークエイジ・ロマン 大聖堂
- 太陽の女（チャ・ドンウ〈チョン・ギョウン〉）
- チャームド 〜魔女3姉妹〜
- ナース・ジャッキー3
- ハリウッド（ジャック・カステロ〈デヴィッド・コレンスウェット〉[14]）
- 犯罪捜査官 アナ・トラヴィス
- BONES（フィン・アバーナシー〈ルーク・クラインタンク〉）
- 名探偵ポワロ ハロウィーン・パーティー（レオポルド・レイノルズ）
- ラブレイン
- レ・ミゼラブル（クールフェーラック〈アーチー・マデクウィ〉）

#### アニメ
- スター・ウォーズ/クローン・ウォーズ（ジンクス）
- マダガスカル3（男飼育員[15]）

### 舞台
- BELIEVE（織田信長）
- ペリクリーズ（ペリクリーズ）
- 第58回NHK紅白歌合戦「さそり座の女2007」（バックダンサー）

### CM
- サントリー抹茶入り伊右衛門「名倉夫妻 / 松重豊 / 斉藤美穂の実感篇」（声の出演）

### その他コンテンツ
- ポケモンカードゲームXY（閃光寺雷斗）
- ボイスオーバー Biography

### シリーズ一覧
1. ↑  『シャイン』『ダーク』（2011年）、『2 クロノ・ストーン ネップウ』『2 クロノ・ストーン ライメイ』（2012年）、『ギャラクシー ビッグバン』『スーパーノヴァ』（2013年）